# Episodi di CSI: Vegas (terza stagione)
La terza e ultima stagione della serie televisiva CSI: Vegas, composta da 10 episodi, è stata trasmessa in prima visione negli Stati Uniti d'America da CBS dal 18 febbraio al 19 maggio 2024.
In Svizzera la stagione è stata trasmessa da RSI LA1, mentre in Italia è stata trasmessa in prima visione assoluta da Rai 2 dal 12 al 25 agosto 2024.
| n° | Titolo originale      | Titolo italiano    | Prima TV USA     | Prima TV in italiano |
| -- | --------------------- | ------------------ | ---------------- | -------------------- |
| 1  | The Reaper            | Bugie bianche      | 18 febbraio 2024 | 12 agosto 2024       |
| 2  | Scar Tissue           | Cicatrici          | 25 febbraio 2024 | 12 agosto 2024       |
| 3  | Rat Packed            | Trappola per topi  | 3 marzo 2024     | 12 agosto 2024       |
| 4  | Health and Wellness   | Salute e benessere | 17 marzo 2024    | 18 agosto 2024       |
| 5  | It Was Automation     | Uomo vs Macchina   | 24 marzo 2024    | 18 agosto 2024       |
| 6  | Atomic City           | Atomic City        | 21 aprile 2024   | 19 agosto 2024       |
| 7  | Coinkydink            | Un caso per caso   | 28 aprile 2024   | 19 agosto 2024       |
| 8  | The Artist is Present | L'arte della paura | 5 maggio 2024    | 19 agosto 2024       |
| 9  | Heavy Metal           | Heavy Metal        | 12 maggio 2024   | 25 agosto 2024       |
| 10 | Tunnel Vision         | Fino in fondo      | 19 maggio 2024   | 25 agosto 2024       |

## Bugie bianche
- Titolo: The Reaper
- Diretto da: Brad Tanenbaum
- Scritto da: Jason Tracey e Craig O'Neill

### Trama
Il futuro di Folsom è appeso ad un filo mentre la squadra dei CSI, dopo averlo arrestato per l’omicidio di Kahn, l’uomo che ha ucciso sua madre Jeannette, mette in dubbio la sua innocenza impegnandosi comunque a scagionarlo e a individuare il vero assassino. Trey (amico d'infanzia di Josh e per lui quasi un fratello adottivo), coinvolto tanto quanto Folsom nell'intera faccenda, sparisce nel nulla senza lasciare traccia. Rimossa dal caso per via del precedente legame sentimentale con Folsom, la detective Chavez è determinata ad aiutare i tecnici del laboratorio, si reca in carcere per parlargli ma lui non sembra intenzionato a provare a difendersi. A offrire supporto e vicinanza a Josh è Allie, promossa da Max a supervisore del turno di giorno, la quale crede fermamente che non sia stato lui a uccidere Kahn (ed elabora un nuovo metodo di lavoro a coppie, appaiando Catherine con Beau e Penny con Chris). Chavez riesce a rintracciare Trey e gli chiede di aiutare Folsom, che rischia l'ergastolo per omicidio di primo grado: l'altro si consegna spontaneamente ma nel corso dei rispettivi interrogatori si proteggono a vicenda, rendendo la situazione più complicata. Contemporaneamente, la squadra è sotto pressione da parte di una famigerata famiglia criminale (capeggiata dal narcotrafficante Raphael Tarquenio), vera responsabile dell'omicidio di Jeannette (che trasportava droga per loro).
In una scena, si scopre che il misterioso fidanzato di Penny (menzionato nella seconda stagione ma senza rivelarne l'identità) non è altri che Jack Nikolayevich, fratello maggiore di Sonya, che è ancora assistente medico legale (il sostituto di Sonya è il dottor Milton Hudson).

## Cicatrici
- Titolo: Scar Tissue
- Diretto da: Nicole Rubio Jordana
- Scritto da: Lewis Jaffe

### Trama
Catherine vuole chiudere i conti con il narcotrafficante Raphael Tarquenio e un ricordo risalente ad un caso di cinque anni prima, la morte della Preside di un college della quale lei si era occupata, potrebbe essere l'unico indizio per incastrarlo. Nel frattempo, Folsom viene assolto da tutte le accuse e rilasciato; lui e Chavez riprendono a frequentarsi, trascorrendo la notte insieme. Tuttavia, la detective Nora Cross degli Affari Interni si presenta al laboratorio per approfondire le sue azioni discutibili. Sbirciando un post-it nel taccuino della donna, Folsom intuisce che lei e Serena si conoscono e ne parla con Allie: quest'ultima affronta Chavez, la quale ammette la conoscenza pregressa e che l'anno precedente (nella seconda stagione) è stata proprio Cross a mandarla al CSI per supervisionare l'operato dei tecnici a seguito del caso Hodges. Allie è arrabbiata e le concede un giorno per rivelarlo a Josh, altrimenti lo farà lei stessa. Alla fine dell'episodio, Serena va a casa di Folsom (che l'indomani dovrà fronteggiare una Commissione di revisione che deciderà il suo futuro professionale) e gli confessa che il proprio trasferimento non è stato casuale, bensì era stata assegnata lì da Cross, aggiungendo che tra loro le cose non funzionano da un po' di tempo: lui si sente tradito e deluso, domandandole se ciò che c'è stato tra di loro sia stato reale o se invece per lei sia stato solo lavoro, e lei replica che per tutto il tempo il sentimento è stato reale. Lui le fa capire di non volerla come sostegno davanti alla Commissione e la manda via.

## Trappola per topi
- Titolo: Rat Packed
- Diretto da: Omar Madha
- Scritto da: Marisa Tam

### Trama
La squadra indaga sul duplice omicidio di due imitatori di celebrità (in questo caso, Frank Sinatra e Joey Bishop), rinvenuti decomposti all'interno di un muro. I primi sospettati risultano essere gli altri membri dell'agenzia che fornisce "fake star" a basso costo. Nel frattempo, davanti alla Commissione (composta da un Vice Sceriffo e da detective degli Affari Interni) che deve valutare il comportamento di Folsom, inizialmente Max non prende le sue difese, avendo perso fiducia in lui, ma al momento del verdetto si alza e ne tesse le lodi, definendolo il miglior CSI con cui abbia mai lavorato e quello su cui ha sempre potuto contare. La Commissione decide di sospenderlo per un mese senza stipendio, mentre Max gli consente di rientrare in laboratorio declassandolo però a CSI di livello 1; lui è grato dell'opportunità, la ringrazia e le promette che non la deluderà. 

## Salute e Benessere
- Titolo: Health and Wellness
- Diretto da: Stephanie Marquardt
- Scritto da: Tom Szentgyorgyi

### Trama
Un giovane afroamericano viene rinvenuto morto all'interno di un ospedale abbandonato: il cadavere presenta una profonda ferita al petto, lo sterno è stato inciso post - mortem per estrarre il cuore. L'autopsia suggerisce che oltre all'organo principale è stata rimossa anche la ghiandola del timo, ma i margini dell'incisione sono netti e puliti come se il responsabile avesse competenze mediche; la causa del decesso invece è ignota (il medico legale pensa ad asfissia, anche se l'osso ioide è intatto). La vittima viene identificata in Andre Luckett, un personal trainer a Las Vegas per la prima volta per partecipare ad una convention su salute e benessere: il test tossicologico rileva tracce di acido gamma - idrossibutirrico, il GHB comunemente conosciuto come "droga dello stupro"; poiché non vi sono segni di violenza sessuale, è probabile che la sostanza sia servita per renderlo privo di sensi e, unita all'alcol, potrebbe averne provocato la morte. 
Mentre Catherine e Beau stanno effettuando i rilievi nel sotterraneo dell'ospedale, una parte del soffitto crolla generando un'esplosione che intrappola Allie separandola dal resto della squadra (fortunatamente, i due riescono ad uscire in tempo): vigili del fuoco e ingegneri civili accorrono sul luogo e iniziano ad elaborare un piano per liberarla, ma ci vorranno ore, così Max incarica Folsom (rientrato al laboratorio declassato a CSI di livello I) di tenersi in contatto con lei per farle risparmiare energie e non farle perdere la speranza in attesa dei soccorsi (grazie alla promozione, lei è ora diventata il suo diretto superiore). Incapace di stare ferma, Allie perlustra il sotterraneo imbattendosi in una stanza segreta dove scopre altri due cadaveri, questi completamente scarnificati e ridotti a scheletri, risalenti il primo a due anni prima e il secondo ad un anno prima: entrambi presentano la stessa incisione di Luckett e mancano sia il cuore sia la ghiandola del timo. Catherine illustra a Max la propria teoria, secondo la quale l'afroamericano è soffocato perché l'assassino lo ha piegato su un cavalletto in modo da impedirgli la respirazione, guardandolo morire. Inizialmente si pensa al traffico di organi, ma poi spunta un'ipotesi ben più raccapricciante: il killer li ha estratti per nutrirsene, ovvero è un cannibale seriale. Dai filmati della convention, Chavez individua altri due ragazzi dall'aspetto simile a Luckett e anch'essi arrivati in città da soli, i cui intervalli della scomparsa combaciano con la datazione degli scheletri. Un'intuizione di Max li orienta sulla possibilità che l'assassino sia malato, e in effetti il medico legale conferma, analizzando un campione di sangue dalla scena del crimine, che è affetto dalla sindrome di Kreuzer - Jacob, una variante del morbo della "mucca pazza" estremamente letale, probabilmente contratta da corpi già morti.
Mentre Allie legge un messaggio di Folsom in cui la informa che stanno cercando un cannibale, una figura esce dall'ombra e la stordisce. Al risveglio, lei capisce di trovarsi faccia a faccia con l'assassino, che gli altri intanto identificano in Calvin Wawrzecki, impiegato presso un'agenzia funebre in cui negli ultimi tre anni tre persone sono morte a causa della sindrome. Allie è in grado di lasciare un indizio che consente ai colleghi di rintracciare la sua posizione grazie allo smartwatch che indossa sempre, e la salvano arrestando Wawrzecki; ringrazia Folsom per esserle stato accanto (anche se a distanza).
Folsom si complimenta con Chavez per l'ottimo lavoro svolto, poi è sul punto di aggiungere qualcosa ma cambia idea e si salutano. 
Nel corso dell'episodio, Catherine e Beau iniziano a manifestare problematiche di coppia professionale, trovandosi in disaccordo sulla procedura da adottare in laboratorio; alla fine, Beau si convince a chiedere aiuto a Max per avere un secondo parere.

## Uomo vs Macchina
- Titolo: It Was Automation
- Diretto da: Ruben Garcia
- Scritto da: Dave Metzger

### Trama
In una fabbrica di robot quasi interamente automatizzata viene trovato un uomo senza vita, si tratta di Robert Cuevas, l'unico operaio presente durante il turno di notte. Nel momento in cui si scopre che uno della dozzina di robot umanoidi sulla scena ha una mano coperta di sangue della vittima e che il difetto di fabbricazione sull'arto corrisponde alle ferite sul cranio di Cuevas, i CSI si interrogano sulla capacità dell'intelligenza artificiale impiantata negli androidi di commettere un omicidio, o se invece essa sia stata intenzionalmente riprogrammata da qualcuno per farlo. Il figlio della vittima riferisce che il padre aveva avuto contrasti con una collega di nome Eve per un brevetto, ma non è stata lei. Una svolta arriva quando le analisi rilevano che il robot non è in grado di agire così rapidamente da aver causato le lesioni rinvenute sull'uomo; bensì il braccio meccanico è stato rimosso e utilizzato come arma del delitto, e l'assassino ha tentato di incastrare la macchina.
Sul braccio del robot si individua un frammento di vetro, e Folsom si impegna tenacemente a capirne la provenienza. Sarà Allie a identificarla come parte di una lente a contatto, che grazie al DNA, li conduce all'assassino: Cliff Roland, un altro collega di Cuevas. Subito dopo aver confessato l'omicidio, Roland muore in un incidente stradale.
Nel corso dell'episodio, la squadra affronta il tema delle potenzialità e dei rischi dell'intelligenza artificiale. Inoltre, mentre parla con Jack del matrimonio (lui vorrebbe che lei scegliesse una data), Penny apprende casualmente che Chavez ha passato informazioni sul laboratorio agli Affari Interni per un anno intero, e assume nei suoi confronti un atteggiamento scostante (si sente tradita dato che la considerava un'amica). Allie conferma di saperlo da qualche settimana, Penny le domanda se le azioni di Serena non la turbino e l'altra replica di no avendo accettato che Chavez stesse solo eseguendo degli ordini. Alla fine, Penny parla con Serena e le due sembrano appianare le tensioni.
In una scena, si scopre che Sonya, la sorella di Jack che era il medico legale capo nella seconda stagione, si sta riprendendo bene dall'avvelenamento da tallio subìto nel sedicesimo episodio della stessa.

## Atomic City
- Titolo: Atomic City
- Diretto da: Kenneth Fink
- Scritto da: Ryan Lee

### Trama
Harry e Nic Pallatine, padre e figlio, muoiono all'interno della loro abitazione a causa di un'esposizione a radiazioni, avvelenati per una massiccia perdita da una capsula di uranio. Per via dell'elevato rischio di contaminazione nucleare, la squadra è costretta ad adottare precauzioni ulteriori mentre analizzano la scena del crimine per tentare di individuare la fonte e il movente. Ad assisterli arriva Angela Hoppe, referente del Dipartimento di Gestione Radiazioni, con la quale Folsom stabilisce da subito uno stretto rapporto di fiducia. Pallatine Sr. era membro del Comitato Attività Nucleari e aveva perciò numerosi nemici: inizialmente si pensa che l'assassino possa essere tra questi, per poi concentrarsi su Dennis Rosner, eccentrico vicino di casa delle vittime, un complottista che ha costruito un bunker sotterraneo equipaggiato contro attacchi chimici, nucleari e virus per via aerea e crede all'imminente arrivo della "fine del mondo". Successivamente, Hoppe mostra sintomi simili e viene ricoverata: secondo i medici, le resta poco da vivere. Folsom si sente in colpa perché la donna è stata accidentalmente esposta a causa di un buco nella tuta protettiva che indossava. Seguendo impronte lasciate sulla sabbia, Allie e Chris giungono al bunker di Rosner, nel quale scoprono una grande quantità di monete d'oro (l'uomo infatti ha convertito il proprio denaro poiché convinto che il dollaro stia per crollare), concludendo che il movente è la rapina. Alla fine, Folsom deduce che Hoppe ha simulato i sintomi (non era realmente malata) per potersi introdurre nel rifugio e sottrarre l'oro, uccidendo i Pallatine senza però averne intenzione, sfruttando la contaminazione come diversivo per allontanare i sospetti. La donna viene arrestata.
Nel frattempo, Max continua a indagare sull'omicidio avvenuto alla fabbrica di robot (nell'episodio precedente) - ha infatti fatto portare l'umanoide che era stato "manovrato" in modo da essere utilizzato come arma nel proprio ufficio - il cui assassino è morto in un incidente stradale subito dopo aver confessato: una foto rimasta nella scheda di memoria della macchina fotografica di Roland e recuperata dai tecnici rivela che al momento del delitto era presente anche una terza persona, una donna bionda non identificata.

## Un caso per caso
- Titolo: Coinkydink
- Diretto da: Safia M. Dirie
- Scritto da: Safia M. Dirie

### Trama
Quando Dirk Canter, un istruttore di fitness, viene trovato morto nella sauna della propria palestra e il suo futuro genero Warren Lopez colpito a morte in un apparente incidente di caccia nelle montagne del Nevada nell'arco della stessa notte, e l'unico legame tra i due decessi è una serie di bizzarri eventi casuali, la squadra si impegna per separare le coincidenze dai veri indizi. Inizialmente apparsi come semplici incidenti, man mano emergono dettagli che rivelano un piano più complesso e premeditato. Alla fine, ad essere arrestate sono la moglie e la figliastra di Canter (fidanzata di Warren): la prima, Libby, ha ucciso Lopez perché quest'ultimo voleva convincere la ragazza a frequentare il college, quindi si sarebbe allontanata dalla madre; mentre Ella ha ucciso il patrigno.
La misteriosa bionda coinvolta nell'omicidio di Robert Cuevas viene catturata, ma si rifiuta di collaborare e non vi sono prove sufficienti per trattenere il suo DNA (utilizza il nome falso di Valerie Hammond). Di conseguenza, Chavez va sotto copertura per cercare di avvicinarsi a lei, entrarne in confidenza e così scoprire ciò che sa. Tuttavia, nel momento in cui Serena si presenta a casa sua (dove la donna l'aveva invitata), trova l'appartamento vuoto e a soqquadro e, capendo immediatamente che si tratta di un rapimento, chiama i rinforzi.
Folsom ed Allie lavorano fianco a fianco al caso di Lopez e sembrano ritrovare la vecchia intesa; lei però poi lo corregge dicendo chiaramente che le loro dinamiche sono differenti ora che lei è il suo supervisore e lui è stato declassato, lasciandolo turbato. Successivamente, si scusa per aver fatto "pesare" il proprio grado, aggiunge di tenere troppo alla loro amicizia per "spingersi oltre", e anche lui conferma di considerarla importante.

## L’arte della paura
- Titolo: The Artist is Present
- Diretto da: Gina Lamar
- Scritto da: Gabriel Ho

### Trama
La squadra è chiamata su una scena del crimine alquanto bizzarra e macabra: un uomo, Jesse Moore, è stato ucciso e tramutato in "installazione", in particolare il suo sistema nervoso è stato esposto, intatto, come opera d'arte, sopra l'ingresso di una locale concessionaria d'auto. A seguito della scoperta di una seconda vittima, della quale invece è stato esibito l'apparato circolatorio, nella stessa tipologia di luogo, diventa chiaro che l'assassino sia ossessionato dall'arte (anche perché lo stesso Moore era un artista). I CSI cercano di capire il modo in cui egli sia stato in grado di utilizzare soltanto un sistema corporeo (tralasciando il resto: pelle, ossa, muscoli ecc...) e raccolgono informazioni sulla plastinazione dei corpi (procedimento che permette la conservazione del corpo umano tramite la sostituzione dei liquidi con polimeri di silicone). Chris suggerisce a Beau di analizzare le vernici utilizzate per abbellire le "opere d'arte" e risalire alla provenienza. Alla fine, il colpevole si rivela Eric Chang, un meccanico impiegato nella concessionaria del primo delitto che ha sviluppato una contorta ossessione per l'arte dopo la morte della "fidanzata" (che tuttavia non è mai esistita, era solo una "fantasia" nella sua mente); il ragazzo confessa e viene arrestato.
Nel frattempo, Chavez segnala il rapimento di Valerie, la misteriosa bionda implicata nell'omicidio Cuevas. L'FBI assume il caso, mentre Max lavora alacremente per individuare la vera identità della donna, scoprendo che parte della sequenza del DNA è mancante: l'unica spiegazione possibile è che esso sia stato volontariamente alterato. Al laboratorio si verifica un blackout improvviso (che costringe quindi a servirsi di tecniche tradizionali per le analisi) e nell'ultima scena dell'episodio, l'intero sistema informatico viene hackerato da un malware.

## Heavy Metal
- Titolo: Heavy Metal
- Diretto da: Tom Camarda
- Scritto da: Camille D'Elia

### Trama
Penny dirige il suo primo caso di omicidio: un uomo viene colpito da un proiettile riuscendo comunque a scappare dal proprio aggressore, ma crolla in strada prima di poter essere soccorso. Sul corpo non viene rinvenuto alcun documento d'identità, anche se poco dopo la vittima viene identificata come Neil Dellino, proprietario di un negozio di antiquariato insieme alla figlia. L'indagine si rivela particolarmente complessa in quanto inizialmente non sembra esista una scena del crimine primaria; inoltre, un mistero insolito lascia la squadra perplessa: il cadavere presenta infatti il foro d'uscita ma non quello di entrata. Perlustrando l'interno del negozio, si deduce che è lì che Dellino è stato ucciso, e si apprende che le telecamere di sorveglianza sono state manomesse. Jim Vikner, il fidanzato della figlia di Neil, confessa di aver rubato alcuni oggetti, tra i quali una chitarra e una parrucca appartenute ad Elvis Presley, ma non è il colpevole dell'omicidio. Penny dimostra il proprio valore avendo un'intuizione che chiarisce il mistero del proiettile (e mostra la propria teoria tramite una simulazione): in realtà non ne è stato sparato nessuno, bensì l'arma del delitto è un potente magnete (delle dimensioni di una minuscola sfera) introdotto nell'organismo di Dellino addirittura attraverso una bevanda; esso ha anche danneggiato le telecamere e gli orologi. Alla fine, si conclude che l'assassino è un amico di Neil, che l'ha ucciso perché quest'ultimo aveva rifiutato un'importante offerta che avrebbe rilanciato la loro carriera musicale.
Nel frattempo, Catherine, Chris e Max continuano a scavare sulla Mojave Kinematic Designs (la fabbrica di robot) e su Truman Thomas, su cui hanno rafforzato i sospetti a seguito dell'hackeraggio del laboratorio la cui conseguenza è stata la sottrazione dei soli dati riguardanti la loro indagine; i loro riscontri li conducono ad una struttura scientifica sotterranea, nella quale una quantità di attrezzatture specifiche conferma la loro ipotesi di una cospirazione, ovvero che Thomas sfrutti i robot della fabbrica per creare DNA sintetico.

## Fino in fondo
- Titolo: Tunnel Vision
- Diretto da: Erin Feeley
- Scritto da: Erika Vázquez e Siena Butterfield

### Trama
Mentre cercano indizi all'interno del laboratorio segreto sotterraneo legato a Truman Thomas (e dunque alla Mojave Kinematics Designs), Catherine, Max e Chris subiscono un agguato e quest'ultimo perde i sensi a causa di un agente nervino, allontanando Max dal raggio d'azione. Subito ricoverato, al suo capezzale accorre Penny, la quale si sente in colpa poiché prima dell'attacco lei e l'amico avevano discusso: lui l'aveva presa in giro per non aver ancora fissato una data per il matrimonio, chiedendole se il fidanzamento con Jack fosse reale; lei si era infastidita e aveva reagito male. I medici inducono a Chris il coma farmacologico. Jack tenta di confortare Penny, ma lei è piuttosto sconvolta e ripensa continuamente alla loro ultima conversazione.
Intanto, Catherine, Allie, Folsom e Chavez iniziano una frenetica corsa contro il tempo per rintracciare Max, che è stata rapita, presumibilmente dagli uomini di Thomas; Folsom in particolare si mostra estremamente coinvolto e determinato, dato che non ha dimenticato ciò che Max ha fatto per lui a seguito del suo arresto e che è grazie a lei se non è stato licenziato. Dopo aver individuato una porta segreta, lui ed Allie si addentrano nel tunnel sotterraneo dietro di essa, che insieme a centinaia di altri costituisce la rete fognaria di Las Vegas: si imbattono nel cadavere di Thomas, intuendo che egli era solo una "pedina" manovrata da qualcuno, la "mente" che ha rapito Max. Quest'ultima viene portata in una stanza adibita anch'essa a laboratorio e le viene ordinato di creare del DNA sintetico. La squadra scopre che l'autore del rapimento è una cellula di Intelligence saudita che ha lo scopo di "cambiare il mondo". 
Ad aiutare i CSI in laboratorio arriva, a sorpresa, Sonya (la sorella di Jack che si sta ancora riprendendo dall'avvelenamento da tallio) e, grazie alle sue parole di incoraggiamento, Penny ritrova la motivazione.
Nel corso della prigionia, Max è in grado, grazie all'astuzia, di seminare alcune tracce sperando che i colleghi le seguano e la salvino, cosa che effettivamente avviene (Chavez spara al suo rapitore - durante un dialogo tra lei e l'uomo, viene svelato che Max ha un nuovo interesse amoroso di nome Dean).
Alla fine dell'episodio, in un salto temporale di una settimana dopo: Penny, avendo riflettuto sugli ultimi eventi, ammette a Jack di non aver voluto fissare una data per paura, ma d'ora in avanti vuole smetterne di averne e ha perciò deciso di fissare le nozze di lì a due mesi, rendendolo felice; Chris si risveglia dal coma. Max promuove Folsom nuovamente al livello III. Chavez vede casualmente Josh e Allie ridere e scherzare vicini e sembra gelosa, ma contemporaneamente sembra aver accettato che tra loro potrebbe nascere una relazione (dato che ora hanno lo stesso grado).